# Jevgenij Petrov

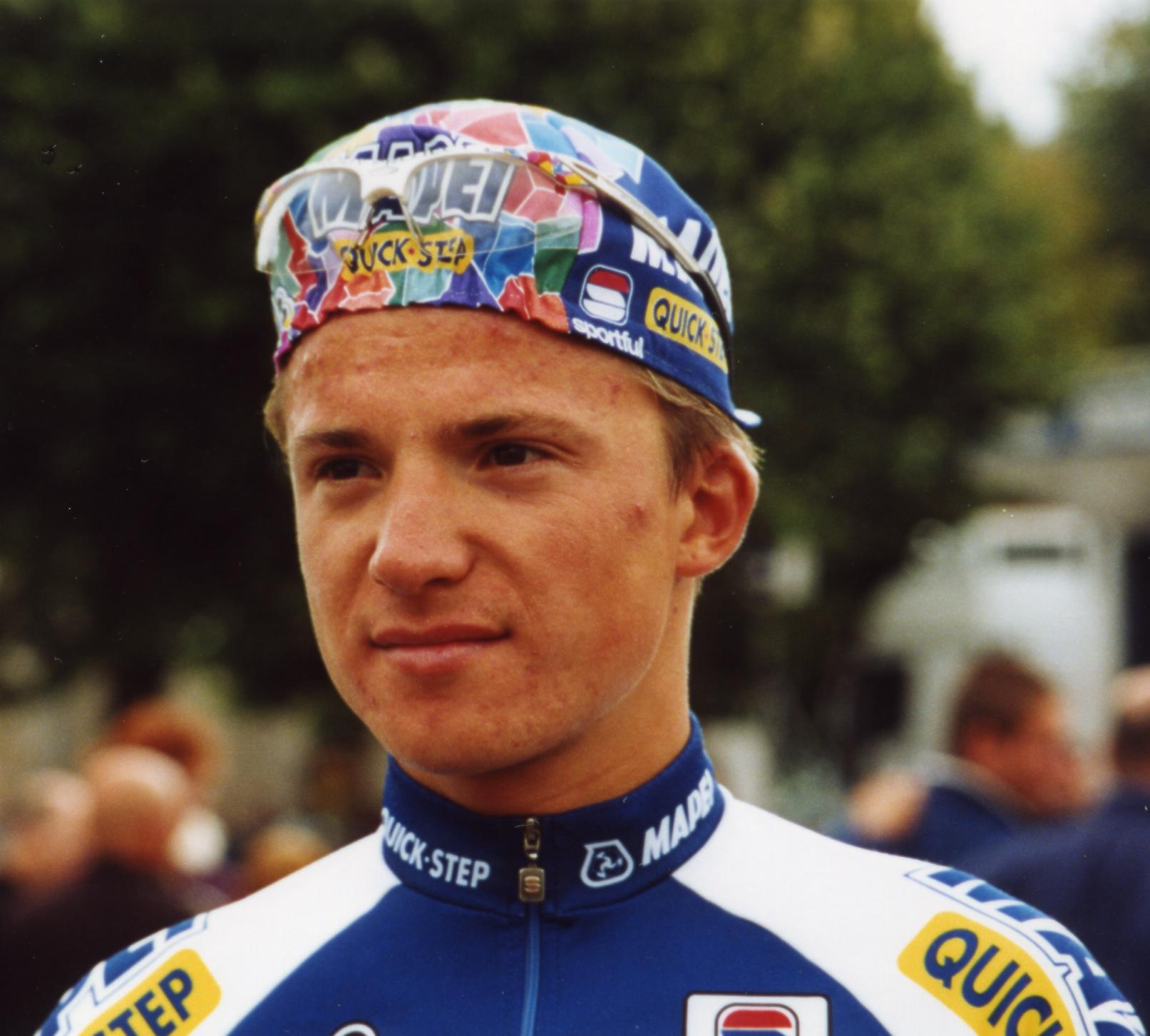
Jevgenij Petrov under 2001 års Tour de l'Avenir.

Jevgenij Vladimirovitj Petrov (ryska: Евгений Владимирович Петров), född 25 maj 1978 i Belovo, är en rysk professionell tävlingscyklist. 

## Karriär
Petrov tog brons i U23-världsmästerskapens tempolopp i Verona 1999 efter spanjoren José Iván Gutiérrez och den australiske cyklisten Michael Rogers. Ett år senare tog han hem dubbelt guld på U23-världsmästerskapen i Plouay när han lyckades segra både på landsväg och i tempolopp. Petrov blev professionell med det italienska stallet Mapei-QuickStep 2001.
Petrov vann Tour de l’Avenir framför fransmannen Pierrick Fedrigo 2002. I september sanma år vann han det franska lagtempoloppet Duo Normand med Filippo Pozzato. Tidigare under året hade han blivit krönt till rysk tempomästare och tagit en etappseger i Tour of Slovenia. Som amatörcyklist ansågs Petrov vara en av de mest lovande ryska cyklisterna för framtiden..
Petrov var tvungen att lämna Tour de France 2005 av hälsoskäl efter den tionde etappen eftersom hans hematokritvärde var över gränsen för det tillåtna. Säsongen fortsatte därefter som planerat.
Från 2007 till och med 2008 cyklade Petrov för det rysk-italienska cykelstallet Tinkoff Credit Systems. Stallet fick status som ett UCI ProTour-stall inför säsongen 2009, samtidigt bytte de namn till Team Katusha.
Petrov slutade på fjärde plats på etapp 14 av Giro d'Italia 2009 bakom Simon Gerrans, Rubens Bertogliati och Francesco Gavazzi.
Åtta år efter sin senaste proffsseger vann Petrov vann etapp 11 av Giro d'Italia 2010, mellan Lucera och L'Aquila.
Inför säsongen 2011 gick Petrov över till det kazakiska stallet Astana Team.

## Meriter
- 1999
  - 3:a U23-världsmästerskapen, landsväg
- 2000
  - 1:a U23-världsmästerskapen, landsväg
  - 1:a U23-världsmästerskapen, individuellt tempolopp
- 2002
  - Slovenien runt – vinnare
  - Tour de l’Avenir – vinnare
  - Ryska mästerskapet i tempolopp
- 2003
  - 1:a plats etapp Venta de Banos, Vuelta Castilla Leon
- 2004
  - 5:a Schweiz runt – slutställning
- 2005
  - 2:a Giro del Trentino – slutställning
- 2006
  - 5:a Tyskland runt – slutställning
  - 3:a Ryska mästerskapen, landsväg
  - 3:a Ryska mästerskapen, individuellt tempolopp
- 2007
  - 7:a Giro d'Italia – slutställning
  - 2:a Ryska mästerskapen, individuellt tempolopp
- 2010
  - 1:a, etapp 11, Giro d'Italia

## Stall
- Mapei-QuickStep 2001–2002
- iBanesto.com 2003
- Saeco 2004
- Lampre 2005–2006
- Tinkoff Credit Systems 2007–2008
- Team Katusha 2009–2010
- Astana Team 2011–